# Manihot palmata
Manihot palmata es una especie de arbusto perenne perteneciente a la familia Euphorbiaceae.

## Distribución y hábitat
El área de distribución nativa de esta especie se extiende en Brasil en la región Mata atlántica (especialmente en Río de Janeiro y Minas Gerais). Crece principalmente en el bioma tropical estacionalmente seco.

## Taxonomía
Manihot palmata fue descrita por Johannes Müller Argoviensis y publicada en Prodromus systematis naturalis regni vegetabilis 15(2): 1062, en 1866.

#### Etimología
Véase: Manihot
palmata: epíteto latino que significa "como una palma".